# Троих надо убрать (фильм)
«Троих надо убрать» — кинофильм французского режиссёра Жака Дере. Экранизация романа Жан-Патрика Маншетта «Новичок с Западного побережья». Роман выходил на русском языке в 1995 году под названием «Троих надо убрать».

## Сюжет
Профессиональный карточный игрок Мишель Жерфо (Ален Делон) находит на дороге раненого и, думая, что тот стал жертвой дорожной аварии, доставляет его в больницу. В больнице раненый двумя пулями в живот умирает. На самом деле и этот человек, и двое его коллег стали жертвами разборок в среде нелегальных торговцев оружием. Жерфо сам становится мишенью, так как глава оружейной корпорации месье Эмериш (Пьер Дюкс) опасается, что раненый успел что-то сказать перед смертью Жерфо. Сперва двое неизвестных попытались утопить его во время купания в море, затем последовал ложный вызов к телефону в баре. Всё это вызывает серьёзное беспокойство Мишеля. Он обращается за помощью к знакомому старшему инспектору полиции, который сразу погибает от рук всё тех же двоих. Жерфо бросается в погоню за убийцами и уничтожает одного из них на бензоколонке, а сам, с сотрясением и лёгкими ожогами, скрывается на квартире своей подруги Беа. Бандиты не оставляют попытки решить проблему утечки информации и подсылают убийцу, но Жерфо одерживает верх. Тогда его пытаются купить. Во время переговоров у Эмериша происходит четвёртый инфаркт, и он умирает. Тем не менее, Жерфо предлагают союз, от которого он отказывается. Через некоторое время Мишеля Жерфо убивают прямо на оживлённой улице Парижа…

## В ролях
- Ален Делон — Мишель Жерфо
- Далила ди Ладзаро — Беа
- Пьер Дюкс — Эмериш
- Мишель Оклер — Лепринц
- Жан-Пьер Дарра — Шокар
- Паскаль Робер — мадам Борель
- Лин Шардонне — медсестра
- Симона Ренан — мадам Жерфо
- Бернар Ле Кок — Гассовиц
- Франсуа Перро — Жерме
- Питер Бонке — Бастьен
- Даниель Бретон — Карло
- Пьер Бело — Борель